# Rubus acclivitatum
Rubus acclivitatum är en rosväxtart som beskrevs av William Charles Richard Watson. Rubus acclivitatum ingår i släktet rubusar, och familjen rosväxter. Inga underarter finns listade i Catalogue of Life.